# Macrocoma scaberrima
Macrocoma scaberrima là một loài Rêu trong họ Orthotrichaceae. Loài này được (Broth.) Vitt mô tả khoa học đầu tiên năm 1979.